# Алеутска рибарка
Алеутска рибарка (Onychoprion aleuticus) е вид птица от семейство Sternidae.

## Разпространение и местообитание
Разпространен е в Индонезия, Канада, Русия, САЩ, Сингапур и Хонконг.